# Mark Pembridge
Mark Anthony Pembridge (Merthyr Tydfil, 29 november 1970) is een voormalig profvoetballer uit Wales die zijn loopbaan in 2006 beëindigde bij de Engelse club Fulham FC. Hij speelde eerder voor onder meer Everton en Sheffield Wednesday.

## Interlandcarrière
Pembridge kwam in totaal 54 keer (zes doelpunten) uit voor de nationale ploeg van Wales in de periode 1991–2004. Hij maakte zijn debuut op woensdag 11 september 1991 in de vriendschappelijke thuiswedstrijd tegen Brazilië, die met 1-0 werd gewonnen dankzij een treffer van Dean Saunders. Pembridge vormde in dat duel een verdediging met Paul Bodin, Mark Aizlewood en Andrew Melville.
| Interlanddoelpunten | Interlanddoelpunten | Interlanddoelpunten | Interlanddoelpunten | Interlanddoelpunten | Interlanddoelpunten | Interlanddoelpunten | Interlanddoelpunten |
| #                   | Datum               | Locatie             | Wedstrijd           | Goal(s)             | Score               | Uitslag             | Wedstrijd           |
| ------------------- | ------------------- | ------------------- | ------------------- | ------------------- | ------------------- | ------------------- | ------------------- |
| 1                   | 19/02/1992          | Dublin              | Ierland – Wales     | 72'                 | 0 – 1               | 0 – 1               | Oefeninterland      |
| 2                   | 15/11/1995          | Tirana              | Albanië – Wales     | 42'                 | 1 – 1               | 1 – 1               | EK-kwalificatie     |
| 3                   | 02/06/1996          | Serravalle          | San Marino – Wales  | 85'                 | 0 – 5               | 0 – 5               | WK-kwalificatie     |
| 4                   | 11/10/1997          | Brussel             | België – Wales      | 53' (pen.)          | 3 – 1               | 3 – 2               | WK-kwalificatie     |
| 5                   | 03/06/1998          | Ta' Qali            | Malta – Wales       | 77'                 | 0 – 3               | 0 – 3               | Oefeninterland      |
| 6                   | 06/06/2001          | Kiev                | Oekraïne – Wales    | 80'                 | 1 – 1               | 1 – 1               | WK-kwalificatie     |